# Norman Angell
Sir Norman Angell, egentlig Ralph Norman Angell Lane (født 26. december 1872, død 7. oktober 1967) var en engelsk forfatter og parlamentsmedlem for Labour. Han modtog Nobels fredspris i 1933.
Angell voksede op i Frankrig. Han arbejdede en tid som landmand, og derefter som guldgraver i det vestlige USA. Sidenhen blev han ansat indenfor dagbladsbranchen og arbejdede som journalist i USA, Frankrig og England. Angell har beskæftiget sig meget med økonomiske spørgsmål i sine udgivelser, specielt i forbindelse med første verdenskrig. Han mest kendte værk, The great illusion (1910), er oversat til mange sprog.